# Pięciobój nowoczesny na Światowych Wojskowych Igrzyskach Sportowych 2015 – mężczyzn drużynowo
Pięciobój nowoczesny mężczyzn drużynowo podczas 6. Światowych Wojskowych Igrzyskach Sportowych rozegrany został w ramach pięcioboju nowoczesnego w dniach 7 i 9 października 2015 w koreańskim Mungyeongu podczas światowych igrzysk wojskowych. 
Rywalizacja toczyła się na obiektach KAFAC Modern Pentathlon Place. Zawody były równocześnie traktowane jako 43 Wojskowe Mistrzostwa Świata w pięcioboju nowoczesnym.

## Terminarz
Wszystkie godziny podane są w czasie koreańskim (UTC+09:00) oraz polskim (CEST).
| Harmonogram przebiegu konkurencji | Harmonogram przebiegu konkurencji | Harmonogram przebiegu konkurencji | Harmonogram przebiegu konkurencji                     |
| Data                              | Godzina rozpoczęcia               | Godzina rozpoczęcia               | Wydarzenie                                            |
| Data                              | (UTC+09:00                        | CET                               | Wydarzenie                                            |
| --------------------------------- | --------------------------------- | --------------------------------- | ----------------------------------------------------- |
| 7 października 2015(dts)          | 10:00                             | 19:00                             | Kwalifikacje szermierka Gr A                          |
| 7 października 2015(dts)          | 11:10                             | 20:10                             | Kwalifikacje pływanie Gr B                            |
| 7 października 2015(dts)          | 13:00                             | 22:00                             | Kwalifikacje szermierka Gr B                          |
| 7 października 2015(dts)          | 14:00                             | 23:00                             | Kwalifikacje pływanie Gr A                            |
| 7 października 2015(dts)          | 16:00                             | 01:00                             | Kwalifikacje bieg przełajowy (ze strzelaniem) Grupa A |
| 7 października 2015(dts)          | 17:00                             | 02:00                             | Kwalifikacje bieg przełajowy (ze strzelaniem) Grupa B |
|                                   |                                   |                                   |                                                       |
| 9 października 2015(dts)          | 07:30                             | 16:30                             | pływanie                                              |
| 9 października 2015(dts)          | 09:00                             | 18:00                             | szermierka                                            |
| 9 października 2015(dts)          | 14:00                             | 23:00                             | jazda konna                                           |
| 9 października 2015(dts)          | 17:00                             | 02:00                             | bieg przełajowy 3,2 km (ze strzelaniem)               |

## Uczestnicy
Do startu zgłoszonych zostało 10 reprezentacji narodowych, sklasyfikowanych zostało 9. Polska drużyna w składzie; Jarosław Świderski, Szymon Staśkiewicz oraz Michał Gralewski zajęła 6 miejsce. 
- Białoruś (3)
- Chiny (3)
- Egipt (3)
- Korea Południowa (3)
- Niemcy (3)
- Polska (3)
- Rosja (3)
- Stany Zjednoczone (3)
- Ukraina (3)
- Włochy (3)

## Medaliści
| Złoto                                                 | Srebro                                              | Brąz                                                                |
| Drużyna / Zawodnik                                    | Drużyna / Zawodnik                                  | Drużyna / Zawodnik                                                  |
| Rosja · Ilja Frołow · Siergiej Kariakin · Oleg Naumow | Egipt · Amro Elgeziry · Omar Elgeziry · Eslam Hamad | Włochy · Auro Franceschini · Valerio Grasselli · Pier Paolo Petroni |

## Wyniki
| Miejsce | Reprezentacja                                                     | Pkt            |
| ------- | ----------------------------------------------------------------- | -------------- |
| Miejsce | Zawodnicy                                                         |                |
| 1 !     | Rosja                                                             | 4289           |
| 1 !     | Ilja Frołow Siergiej Kariakin Oleg Naumow                         | 1440 1430 1419 |
| 2 !     | Egipt                                                             | 4263           |
| 2 !     | Amro Elgeziry Omar Elgeziry Eslam Hamad                           | 1449 1417 1397 |
| 3 !     | Włochy                                                            | 4241           |
| 3 !     | Auro Franceschini Valerio Grasselli Pier Paolo Petroni            | 1428 1414 1399 |
| 4       | Ukraina                                                           | 4235           |
| 4       | Andriy Fedeczko Denys Pavliuk Yuriy Fedeczko                      | 1430 1413 1392 |
| 5       | Niemcy                                                            | 4154           |
| 5       | Alexander Nobis Matthias Sandten Patrick Douge                    | 1450 1374 1330 |
| 6       | Polska                                                            | 3962           |
| 6       | Jarosław Świderski Szymon Staśkiewicz Michał Gralewski            | 1443 1408 1111 |
| 7       | Białoruś                                                          | 3865           |
| 7       | Kirił Kasjanik Pavel Tsikhanau Mikhail Mitsyk                     | 1426 1377 1062 |
| 8       | Chiny                                                             | 3811           |
| 8       | Wu Hepeng Ren Yipeng Wang Xiang                                   | 1431 1344 1036 |
| 9       | Stany Zjednoczone                                                 | 3729           |
| 9       | Nathan Keith Schrimsher Logan Wilson Storie Theodore James Lauzen | 1414 1326 989  |